# NEEMO

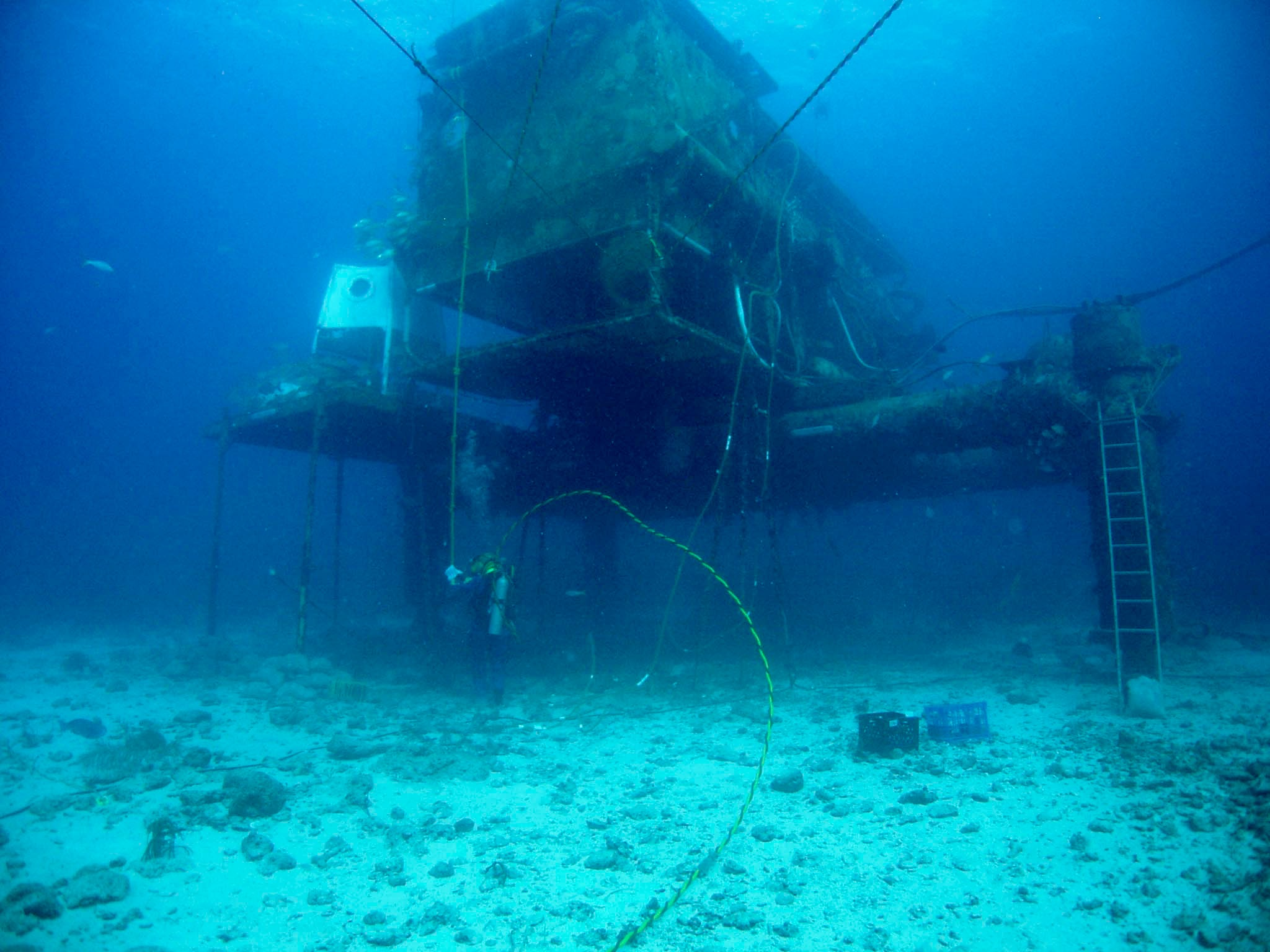
Visão externa do Aquarius.

NEEMO (NASA Extreme Environment Mission Operations - Missão de Operações em Meio Ambiente Extremo da NASA) é um programa da agêncial espacial norte-americana, dedicado ao estudo da sobrevivência humana no laboratório submarino Aquarius, para preparação de tripulações para futuras explorações espaciais.
Aquarius, um habitat submerso perto de Key Largo, na Flórida, a cerca de 20 m de profundidade, é usado pelo Centro Nacional de Pesquisa Submarina como base de estudos da biologia marinha. Desde 2001, a NASA vem usando-o para uma série de missões, de duração variável entre 10 e 14 dias, com pesquisas levadas a cabo por astronautas ou funcionários da agência espacial.
Os membros da equipe são chamados de aquanautas ao invés de mergulhadores, e durante o programa eles fazem caminhadas no fundo do mar como treinamento para Atividades extra-veiculares no espaço ou em um corpo celeste.
Para a NASA, o Aquarius propicia um ambiente similar à vida no espaço, e os membros das NEEMO, durante o programa, realizam as mesmas tarefas e experimentam os mesmos desafios sob o mar que encontrariam no espaço.